# Boundstone
El boundstone, calcària construïda o calcària bioconstruïda és com es coneixen les roques carbonàtiques els elements de les quals ja estaven units o formaven un tramat o carcassa des del moment en què el dipòsit es realitzava. Dins del terme boundstone, hi ha les subclassificacions framestone, bindstone i bafflestone. Les calcàries massisses solen trobar-se en bandes potents formades per una carcassa d'organismes calcàries en posició de vida, els quals poden ser molt variats: algues, arqueociats, briozous, crinoïdeus, foraminífers, polípers, rudistes, sèrpules, espongiaris, estromatopòrids... En aquest cas, la calcària s'anomena adjectivant el nom dels organismes més freqüents, per exemple: calcària de briozous o boundstone de briozous.

## Framestone
El framestone és una roca carbonatada que conté grans superiors als 2 mm formats per organismes in situ que construeixen un entramat rígid. Normalment els framestones es troben formats per colònies esculloses (coralls, rudistes…). El terme framestone forma part de la classificació de Dunham.

## Bindstone
Un bindstone és un a roca carbonatada que conté grans superiors als 2 mm formats per organismes incrustants in situ. El terme bafflestone forma part de la classificació de Dunham.

## Bafflestone
Un bafflestone és un a roca carbonatada que conté grans superiors als 2 mm formats per organismes que actúen com a espòilers, preservats en posició de vida. El terme bafflestone forma part de la classificació de Dunham.

Representació artística d'un framestone
Representació esquemàtica d'un bindstone
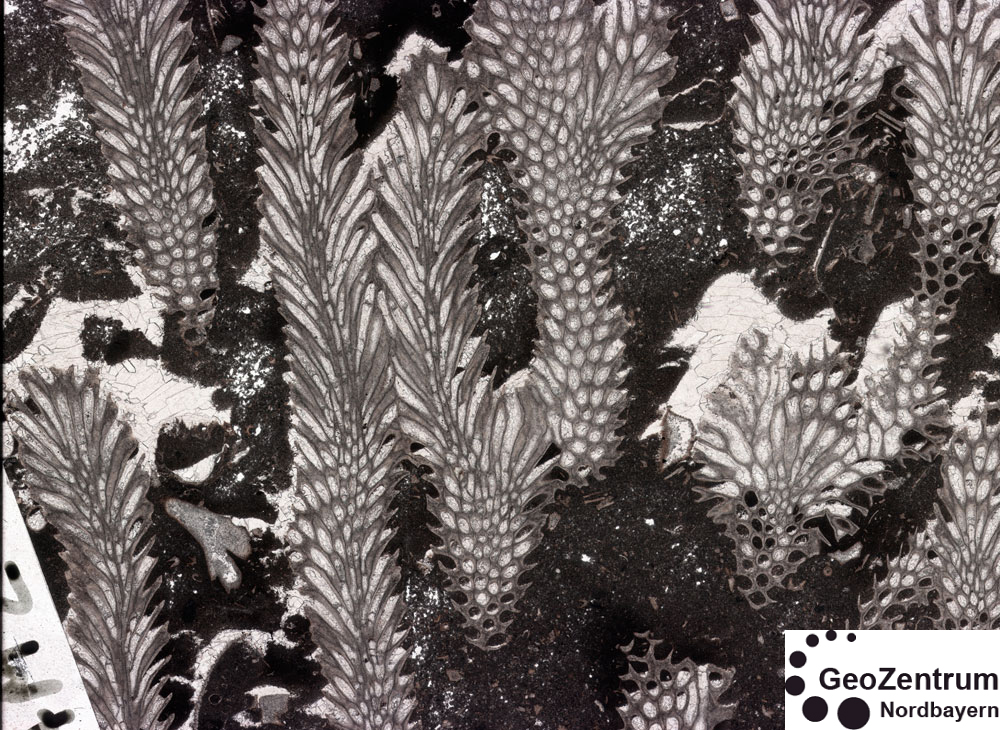
Fotografia d'un bafflestone